# When I See You Smile
Singles de Bad English
Forget Me Not
(1989) Price Of Love
(1989)
When I See You Smile est une chanson composée par Diane Warren et interprétée par Bad English sur le premier album éponyme du groupe. Sa publication au format single est un succès commercial remarquable puisque que cette chanson atteint la première place du Billboard Hot 100 le 11 novembre 1989 pour deux semaines consécutives. 